# Kappa Ophiuchi
Kappa Ophiuchi (κ  Ophiuchi, förkortat Kappa Oph, κ  Oph) som är stjärnans Bayerbeteckning, är en misstänkt variabel stjärna belägen i den nordvästra delen av stjärnbilden Ormbäraren. Den har en genomsnittlig skenbar magnitud på 3,20, är synlig för blotta ögat och en av de ljusaste stjärnorna i stjärnbilden. Baserat på parallaxmätning inom Hipparcosuppdraget på ca 35,7 mas,  beräknas den befinna sig på ett avstånd av ca 91 ljusår (28 parsek) från solen. Ljusstyrkan hos stjärnan minskas med 0,11 magnituder på grund av skymning genom mellanliggande materia längs siktlinjen.

## Egenskaper
Kappa Ophiuchi är en orange till röd jättestjärna av spektralklass K2 III, vilket anger att detta är en stjärna som har förbrukat vätet i sin kärna och utvecklats bort från huvudserien. Sedan 1943 har spektrumet för stjärnan fungerat som en av de stabila ankarpunkterna som andra stjärnor klassificeras efter. Den har en massa som är 1,2 gånger solens massa och en uppskattad radie som är ca 11 gånger större än solens. Den utsänder från dess fotosfär 46 gånger mera energi än solen vid en effektiv temperatur på ca 4 530 K.
Även om Kappa Ophiuchi var utsedd till en variabel stjärna, visade observationer med Hipparcossatelliten en variation av endast 0,02 magnituder. När man betecknade den som en misstänkt variabel stjärna är det möjligt att den förväxlades med Chi Ophiuchi, som är en variabel stjärna. Kappa Ophiuchi tillhör en evolutionär gren som kallas den röda klumpen, vilket gör den till en klumpjätte. Ytterskiktets överskott av andra ämnen än väte och helium, vilka astronomer betecknar stjärnans metallicitet, liknar de liknande överskott som finns i solen.